# Gerhard Schramm (Biochemiker)
Gerhard Schramm (* 27. Juni 1910 in Yokohama; † 3. Februar 1969 in Tübingen) war ein deutscher Virusforscher. Er war ein Pionier der Virologie und einer der grundlegenden Forscher auf dem Gebiet der Genetik.

## Leben
Gerhard Schramm wurde am 27. Juni 1910 in Yokohama geboren und bestand am 7. März 1929 das Abitur am Matthias-Claudius-Gymnasium in Hamburg. Anschließend studierte er Chemie bis 1933 bei Adolf Windaus an der Universität Göttingen und bei Heinrich Otto Wieland an der Technischen Universität München. Dann folgte er Adolf Butenandt an die Technische Universität Danzig, wo er sein Chemiestudium fortsetzte. 1936 holte Max Planck Adolf Butenandt als Direktor an das Kaiser-Wilhelm-Institut für Biochemie in Berlin-Dahlem und Schramm folgte ihm als Assistent. Am 27. August 1936 wurde er mit einer Arbeit „Über die Synthese des 1-Keto-7-oxy-1,2,3,4-tetrahydrophenanthrens“ an der Universität Göttingen promoviert.
Schramm war 1933 als Student in Danzig der SS beigetreten und trat 1937 wieder aus der SS aus. Er hatte in dieser Zeit keine Ämter inne und war nicht aktiv. Seit 1937 war er Parteianwärter der NSDAP. Während des Krieges war Schramm uk-gestellt.
Am 17. Juli 1941 wurde Schramm Abteilungsleiter der Chemischen Abteilung der Arbeitsstätte für Virusforschung der Kaiser-Wilhelm-Institute für Biochemie und Biologie in Berlin-Dahlem. Am 21. April 1944 habilitierte er sich in Berlin mit einer Arbeit über die „Biochemie der Viren“ und wurde dort Privatdozent. 1944 wurde seine Arbeitsgruppe Virusforschung nach Tübingen verlegt, wo er am 1. Februar 1951 zum Dozenten an der Universität ernannt wurde. Am 22. Juli 1952 wurde er wissenschaftliches Mitglied und Abteilungsleiter am Max-Planck-Institut für Biochemie in Tübingen und am 30. Januar 1953 außerordentlicher Professor an der Universität Tübingen. Seit 1956 war er Direktor des Max-Planck-Institut für Virusforschung in Tübingen (heute Max-Planck-Institut für Biologie Tübingen).
Gerhard Schramm heiratete am 30. Juli 1938 Hilla Schramm, geb. Schenkel. Aus der Ehe gingen vier Kinder hervor.

## Werk
Am Modell des Tabakmosaikvirus (TMV) untersuchte Schramm den Bau und die Organisation einfacher Viren. Durch den Nachweis der Infektiosität eiweißfreier Nukleinsäuren konnte er schlüssig nachweisen, dass die Nukleinsäuren Träger der genetischen Information sind. Durch gezielte chemische Umsetzungen an intakten Nukleinsäuren wurden in vitro Mutationen erzeugt, deren Ursache auf klar zu formulierende molekulare Vorgänge zurückgeführt wurde. Dieses Verfahren erlangte besondere Bedeutung bei der Aufklärung des genetischen Codes. Das von ihm entwickelte Phenolverfahren führte auch zur Entdeckung der verschiedenen Ribonukleinsäurenarten der normalen Zelle.
Schramms wissenschaftliches Leben fiel in eine Zeit umwälzender biologischer Erkenntnisse, zu denen er durch seine Arbeiten wesentliche Beiträge leistete.
In dem Erinnerungsbuch The Double Helix von James Watson findet sich eine Äußerung, die die Leistungen von Schramm und die Bedingungen, unter denen er damals arbeitete, würdigt: „Die 1944 erstmals beschriebenen Experimente des Deutschen Gerhard Schramm zeigten, dass TMV-Teilchen in milden Laugen in freie Ribonukleinsäuren und eine große Zahl von ähnlichen, vielleicht sogar identischen Proteinmolekülen zerfielen. Aber außerhalb Deutschlands hielt praktisch niemand die Schrammschen Ergebnisse für richtig. Daran war der Krieg schuld; für die meisten Leute war es unfassbar, dass die deutschen Bestien in den letzten Jahren des Krieges, dessen so jämmerliches Ende sich damals schon abzeichnete, die ordnungsgemäße Durchführung der umfangreichen Experimente zugelassen haben sollte, die Schramms Behauptungen zugrunde lagen.“ (In: Gerhard Schramm: Baupläne des Lebens. München, S. 10f.)
Gerhard Schramm war nicht nur Naturwissenschaftler, sondern beschäftigte sich auch intensiv mit philosophischen Fragen. Neben seinen über 200 naturwissenschaftlichen Veröffentlichungen, behandelte er in mehreren Artikeln Probleme im Grenzbereich zwischen Naturwissenschaften und Philosophie. Siehe dazu zum Beispiel seine Bücher Belebte Materie (Opuscula 15, Verlag Günther Neske, Pfullingen) und Baupläne des Lebens (Piper Verlag München, 1971), wo er sich unter anderem mit Fragen von „Idee und Materie in der modernen Biologie“, oder über „das Phänomen des Geistes aus der Sicht der molekularen Biologie“ auseinandersetzte.

## Mitgliedschaften
- Deutsche Akademie der Naturforscher Leopoldina
- Akademie der Wissenschaften und der Literatur
- Gesellschaft Deutscher Chemiker
- Gesellschaft für Biologische Chemie
- Gesellschaft Deutscher Naturforscher und Ärzte
- Ehrenmitglied der New York Academy of Sciences
- Royal Society of Medicine, London
- American Chemical Society

## Ehrungen
- Carus-Medaille der Leopoldina (1957)
- Liebig-Denkmünze der Gesellschaft Deutscher Chemiker (1958)
- Albert Lasker Award for Basic Medical Research der Lasker Foundation, New York (1958)
- Jungius-Preis der Universität Hamburg (Joachim-Jungius-Gesellschaft der Wissenschaften)
- Ehrendoktorwürde zum Dr. med. h. c. der Universität Gießen